# 肥胖星期四

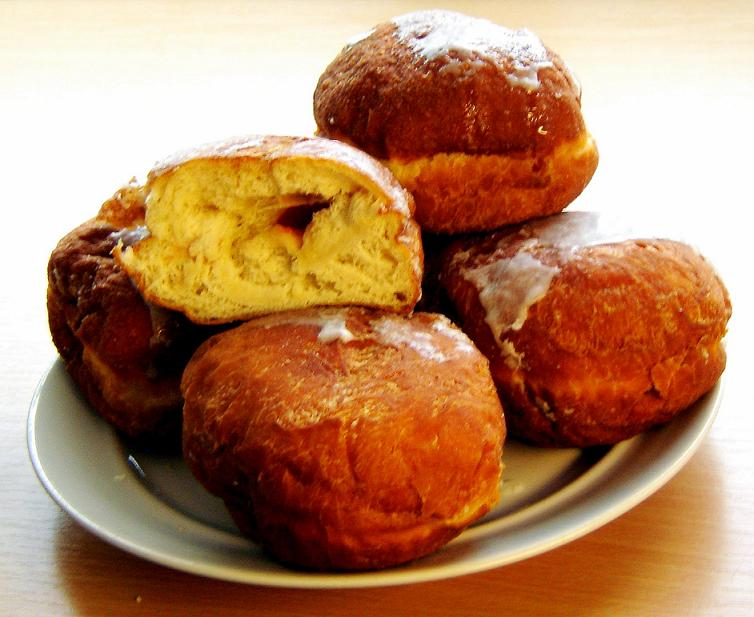
波蘭甜甜圈

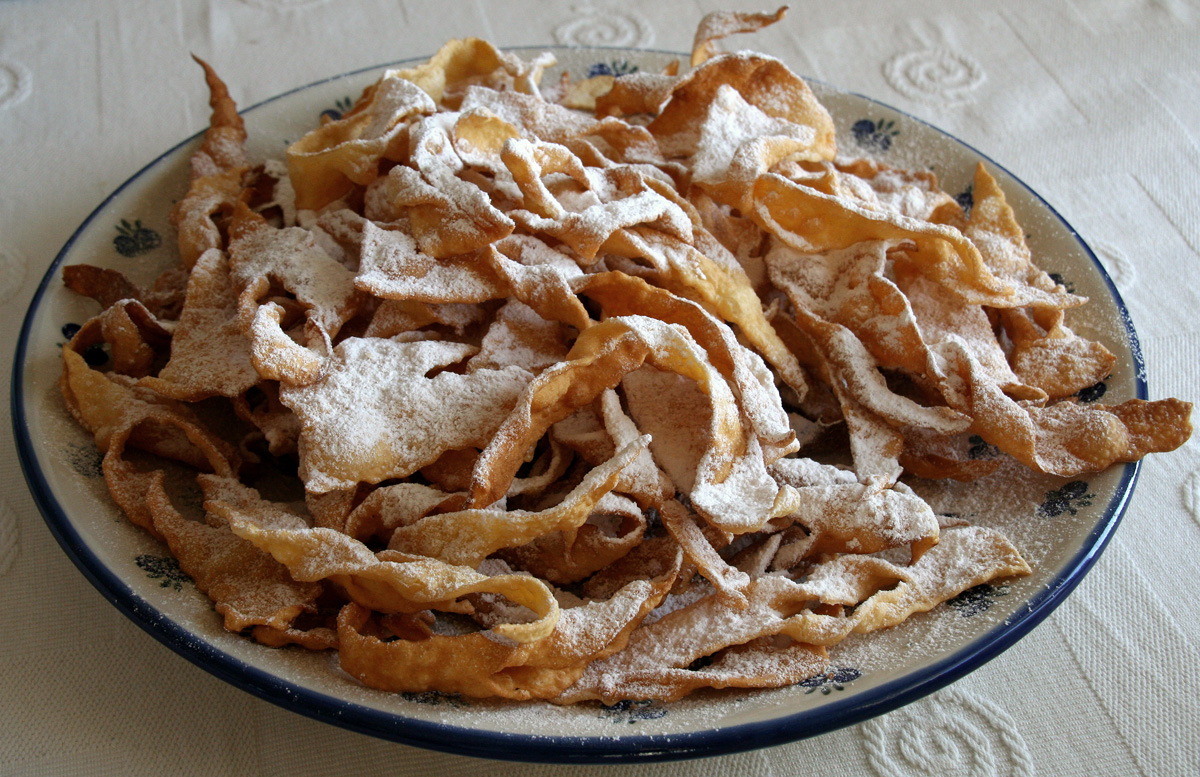
絲帶脆餅

肥胖星期四（英語：Fat Thursday）是天主教的傳統節日，是天主教聖灰星期三與大齋節前的最後一個星期四。大斋節为期40天，在此期间人们不能娱乐和吃肉。为了迎接即将来临的复活节前的大斋期，人們會在肥胖星期四這天大吃狂歡以慶祝。最為人所知的慶典在波蘭，這天為全國性非官方節日，慶祝的民眾會購買或製作波蘭甜甜圈與絲帶脆餅食用。

## 各國習俗

### 波蘭
在波蘭，肥胖星期四為一全國性非官方節慶，波蘭甜甜圈與（pączki）與絲帶脆餅（faworki）是最受歡迎的兩樣代表食物。民眾亦為準備豐盛大餐，慶祝一年一度的節日。

### 德國
在德國萊茵蘭，當天為非官方節日，多數人會在中午前提前下班，並在傍晚起至酒吧慶祝。在波昂，這天被稱作Beueler Weiberfastnacht（女人狂歡節），該傳統起源自1824年，為當地特色街頭慶祝活動。
在德国巴伐利亚及奥地利、意大利的蒂罗尔和南蒂罗尔地区，这一天通常被称为“无意义的星期四”（德语：Unsinniger Donnerstag）。

### 義大利
義大利將這天稱作Giovedì grasso（油膩星期四），民眾會準備豐盛大餐慶祝。

### 西班牙

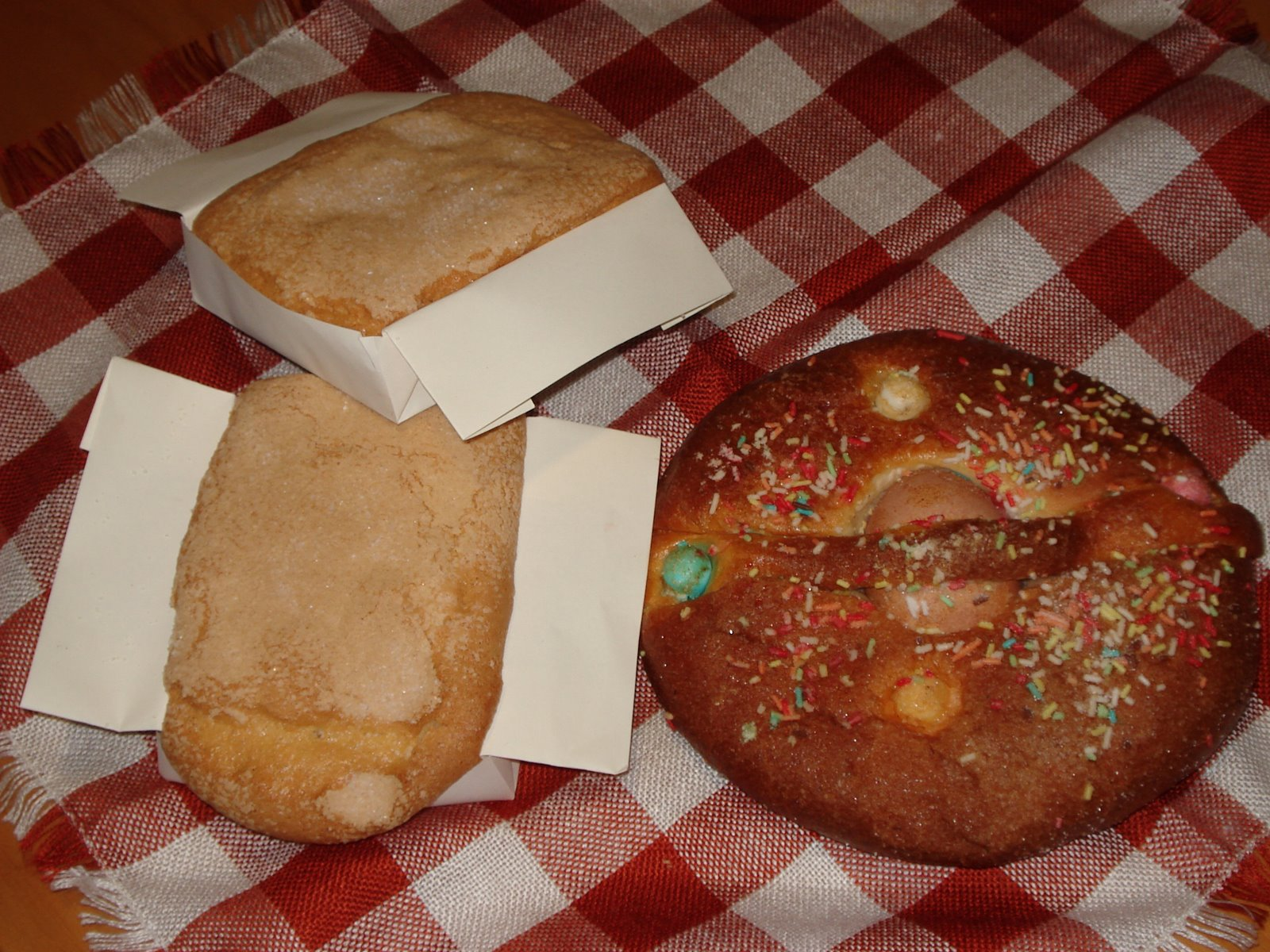
在西班牙阿爾瓦塞特的肥胖星期四必吃的"Bizcochos"和"mona"

在西班牙，這天被稱為jueves lardero或dijous gras。阿爾瓦塞特的肥胖星期四會食用"Bizcochos"和"mona"。